# Вигье, Рене
Рене Вигье (фр. René Viguier, 1880 — 1931) — французский ботаник, миколог и палеонтолог.

## Биография
Рене Вигье родился в 1880 году.
Он занимался изучением растительных окаменелостей, микологии и семейства Бобовые.
Рене Вигье умер 1931 году.

## Научная деятельность
Рене Вигье специализировался на семенных растениях, а также на окаменелостях и на микологии.

## Некоторые публикации
- Archives de botanique [...] Tome II (1928) Mémoires, 1928[2].
- Archives de botanique [...] Tome V (1931) Mémoires, 1931[3].

## Почести
В его честь были названы виды Euphorbia viguieri и Pongamiopsis viguieri.